# Giovanni Giolitti
Giovanni Giolitti (27 octobre 1842 – 17 juillet 1928) est un homme d'État italien, président du Conseil à cinq reprises entre 1892 et 1921. Homme fort de l'Italie dans les années précédant la Première Guerre mondiale, il symbolise l'accès au pouvoir de la génération qui n'a pas pris part au Risorgimento.

## Jeunesse et études
Giovanni Giolitti est né à Mondovì, dans la province de Coni, au Piémont le 27 octobre 1842. Issu de la paysannerie alpine, Giolitti fait des études de droit à Turin. Il devient un haut fonctionnaire et occupe les postes d'inspecteur général des finances, de secrétaire général de la cour des Comptes.

## Carrière politique
Agostino Depretis le nomme conseiller d'État. En 1882, il est élu député de Coni (Piémont), il siège à la gauche constitutionnelle. Il commence alors une carrière ministérielle en 1888.
Adepte du "transformisme politique", il pratique le clientélisme, la corruption et les pressions électorales ; au dire de ses adversaires, ce qui lui permet d'exercer une dictature parlementaire. En 1889-1890, il devient ministre des Finances dans le cabinet Crispi, qu'il quitte après un désaccord sur les économies à réaliser.
En mai 1892, le roi le nomme président du Conseil des ministres et ministre de l'Intérieur.
Il doit se retirer en novembre 1893, après des accusations de corruption lors du scandale de la Banca Romana. Il a fait nommer sénateur le directeur de la Banca Romana, qui finance sa vie politique. Son départ sanctionne aussi son incapacité à réprimer l'agitation des fasci de travailleurs en Sicile.

## Président du Conseil
De 1901 à 1903, il est le ministre de l'Intérieur du cabinet Giuseppe Zanardelli. Dans les dix années qui suivent il est constamment au pouvoir, comme président du Conseil de novembre 1903 à mars 1905, de mai 1906 à décembre 1909, d'avril 1911 à mars 1914, cumulant également le poste de ministre de l'Intérieur. Il décide notamment, en 1911, la construction du palais du Viminal, qui sera de 1925 à 1961 le siège à la fois de la présidence du Conseil des ministres et du ministère de l'Intérieur.
Entretemps, il se retire volontairement tout en restant ministre dans les cabinets Fortis, Sonnino et Luzzati. Au début de la Première Guerre mondiale, Giolitti se fait l'avocat de la neutralité italienne. Les accords secrets conclus en 1902 entre les ministres des Affaires étrangères de l'Italie, Prinetti, et de la France, Barrère, prévoyaient que l'Italie demeurerait neutre et ne s'associerait pas à ses alliés de la Triplice si une guerre survenait notamment entre la France et l'Allemagne en échange de bonnes dispositions de Paris si l'Italie voulait faire valoir des revendications territoriales en Afrique du Nord.
Il reste en retrait de la scène politique durant la guerre, puis il est de nouveau président du Conseil de juin 1920 à juin 1921. Il ne parvient pas à faire face aux troubles sociaux qui agitent l'Italie.
Il se rapproche donc de Benito Mussolini, le chef des fascistes italiens, qu'il pousse vers le pouvoir. Cependant, il refuse de figurer sur les listes de députés créées autour du parti fasciste. En 1928, il passe dans l'opposition au régime qui vient de créer un nouveau type de représentation politique : le parlement corporatiste.
Il meurt à Cavour, dans le Piémont, le 17 juillet 1928.